# Fabius von Antiochia
Fabius von Antiochia († 256) war in den Jahren 253–256 Bischof von Antiochien als Nachfolger des Babylas.
Über Fabius sind mehrere Briefe überliefert, die er mit den Bischöfen von Rom und Alexandria austauschte und die von Eusebius von Caesarea in seiner Historia ecclesiastica überliefert sind. Darin ging es um seine Haltung im Novatianischen Schisma, das entstanden war, als im Jahr 251 zwei Personen Anspruch auf den römischen Bischofsstuhl erhoben: Cornelius und Novatian. Die Differenzen drehten sich hauptsächlich um den Umgang mit den so genannten lapsi, den im Verlauf der Christenverfolgung des Kaisers Decius vom Glauben abgefallenen Christen. Während Cornelius hier eine moderate Haltung vertrat und diesen Sündern eine Rückkehr in die Glaubensgemeinschaft ermöglichen wollte, stand Novatian auf dem Standpunkt, dass allein Gott solchen Abtrünnigen vergeben könne und sie daher exkommuniziert bleiben müssten. In dieser Haltung wurde Novatian auch von Cyprian von Karthago unterstützt und Fabius war zunächst geneigt, dem zuzustimmen. Dann jedoch hatte sich auch der Bischof von Alexandria, Dionysius, an Fabius gewandt und ihn umzustimmen versucht. Ein Konzil sollte in Antiochien abgehalten werden, zu dem Helenus von Tarsus, Firmilian von Caesarea in Kappadokien und Theocritus von Caesarea in Palästina sowie Dionysius eingeladen wurden, zu einer Entscheidung kam es jedoch nicht, da Fabius vorher nach drei Jahren Amtszeit starb. Sein Nachfolger Demetrianus übernahm dann ganz die moderatere Haltung des Dionysius, was dazu beitrug, dass der Streit um die lapsi, der im Westen für erhebliche Unruhe gesorgt hatte, nicht auf den Osten übergriff. 
Die Briefe an Fabius sind insofern kirchengeschichtlich von Bedeutung, als sie einen guten Einblick in die Verhältnisse der Kirchengemeinden von Rom und Alexandria geben. So beschreibt Dionysius von Alexandria zahlreiche Details der Christenverfolgung des Decius dort, während durch einen Brief des Bischofs Cornelius ein Einblick in die Organisation der Kirche in der Stadt Rom möglich ist. Erwähnt wird etwa, dass dort 42 Priester, 7 Diakone und 7 Subdiakone tätig seien.